# El Bule
El Bule är en ort i Mexiko.   Den ligger i kommunen Ahome och delstaten Sinaloa, i den västra delen av landet, 1 300 km nordväst om huvudstaden Mexico City. El Bule ligger 7 meter över havet och antalet invånare är 683.
Terrängen runt El Bule är mycket platt. Runt El Bule är det ganska tätbefolkat, med 83 invånare per kvadratkilometer. Närmaste större samhälle är Higuera de Zaragoza, 9,6 km norr om El Bule. Trakten runt El Bule består till största delen av jordbruksmark.